# Nike Air Max

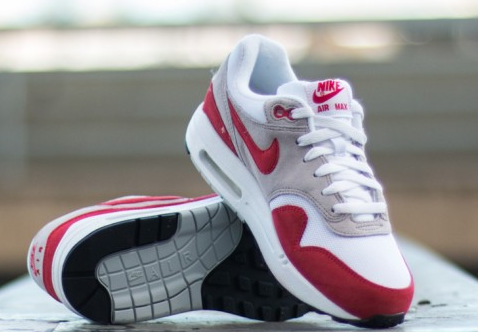
Nike Air Max 1

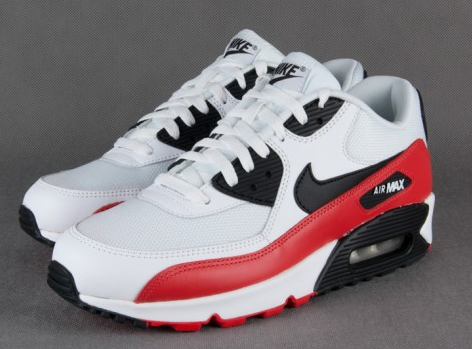
Nike Air Max III (90)

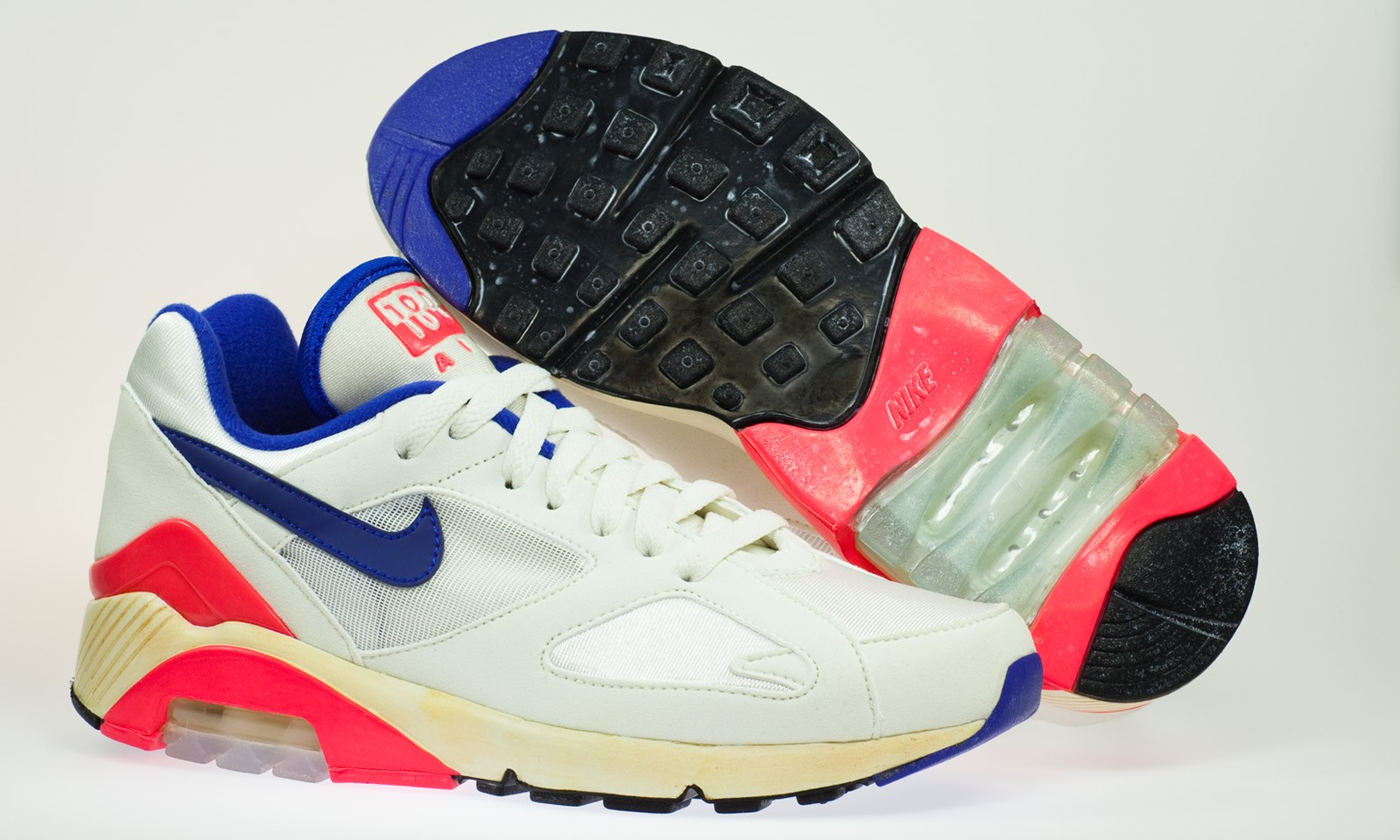
Nike Air Max 180

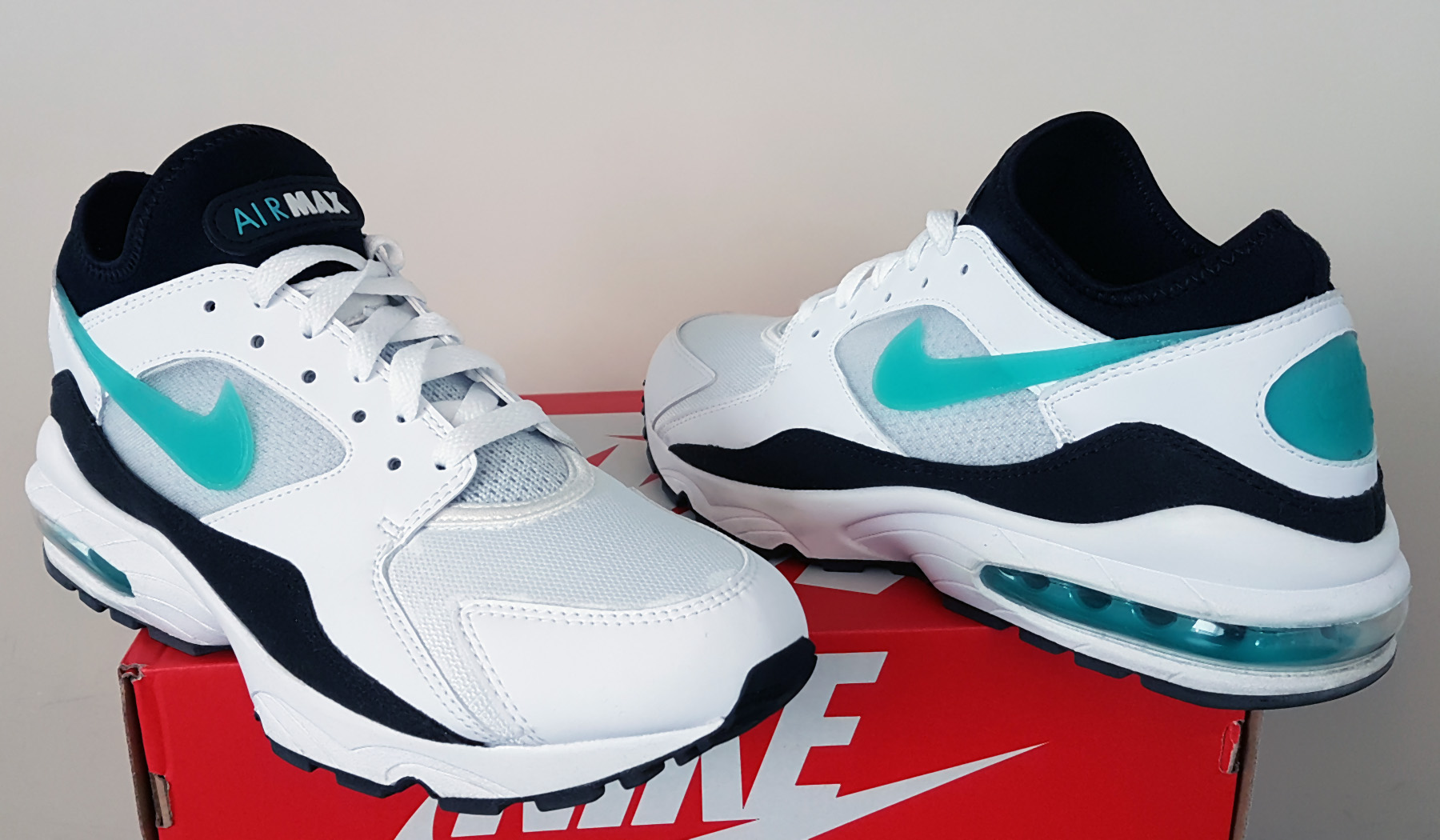
Nike Air Max 93

Nike Air Max je série modelů tenisek od amerického výrobce obuvi Nike, který sídlí v Portlandu ve státě Oregon. Modelová řada byla poprvé uvedena v roce 1987 s modelem Air Max 1, který navrhl designér Tinker Hatfield. Ke stvoření prvních Air Max se jejich autor inspiroval budovou Pompidou, kterou viděl v Paříži.

## Technologie
Modelová řada Air Max se vyznačuje výrazným společným znakem v podobě viditelného odpružení v oblasti paty. Odpružení spočívá ve vzduchovém vaku, který je napuštěn plynem pod vysokým tlakem a dokáže odolávat zatížení či nárazům tvořeným používáním tenisek.
Během svého vývoje, který stále pokračuje, se design svršku obměňoval, ale jednotka Air Max zůstala stále viditelná. Technologie se objevila poprvé v roce 1978 u modelu Nike Air Tailwind. Bublina zde však nebyla viditelná a byla skryta uvnitř tenisky.

## Kulturní význam
Tenisky se staly populární v různých kulturách či subkulturách, zejména ve stylech hip hop a gabber, v devadesátých letech 20. století začaly nabírat na popularitě i ve stylu oblékání, který se nazývá streetstyle. V polovině 90. let v Japonsku zaznamenala tato řada (zejména Air Max 95) takový nárůst popularity, že přemrštěné ceny vedly k vlně přepadení a krádeží těchto bot.
Během svého působení na trhu se spolu s modely Converse Chuck Taylor All Star, Adidas Superstar, Puma Clyde a Reebok Pump staly jedněmi z nejikoničtějších tenisek v historii.

## Řady
- Nike Air Max 1 (1987)
- Air Max II-Light (1987)
- Air Max III-90 (1990)
- Air Max 180 (1991)
- Air Max 93 (1993)
- Air Max2 CB 94 (1994)
- Air Max 95 (1995)
- Air Max 97 (1997)
- Air Max Plus Tuned-TN (1997)
- Air Max 360 (1997)
- Air VaporMax (1997)
- Air Max 270 (2018)
- Air Max 720 (2019)

První model, na kterém byla viditelná vzduchová bublina i v jiných částech podešve než na boku zadní části byl Air Max 93, viditelnost bubliny byla ze 180stupňového úhlu. U modelu Air Max 95 byla technologie vzduchové bubliny použita poprvé také v přední části obuvi.

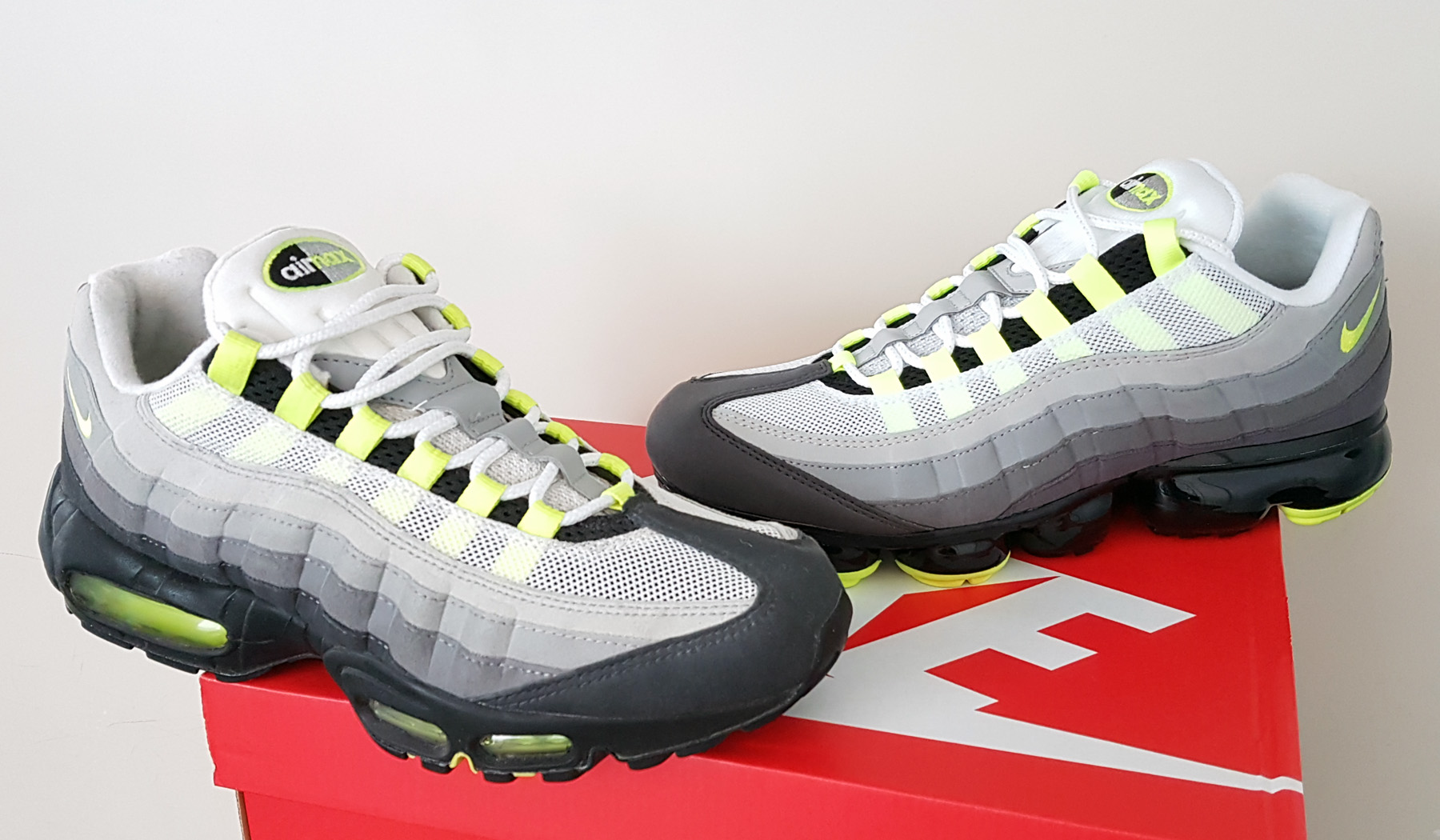
Air Max 95 (1995) a Vapormax 95 (2018)
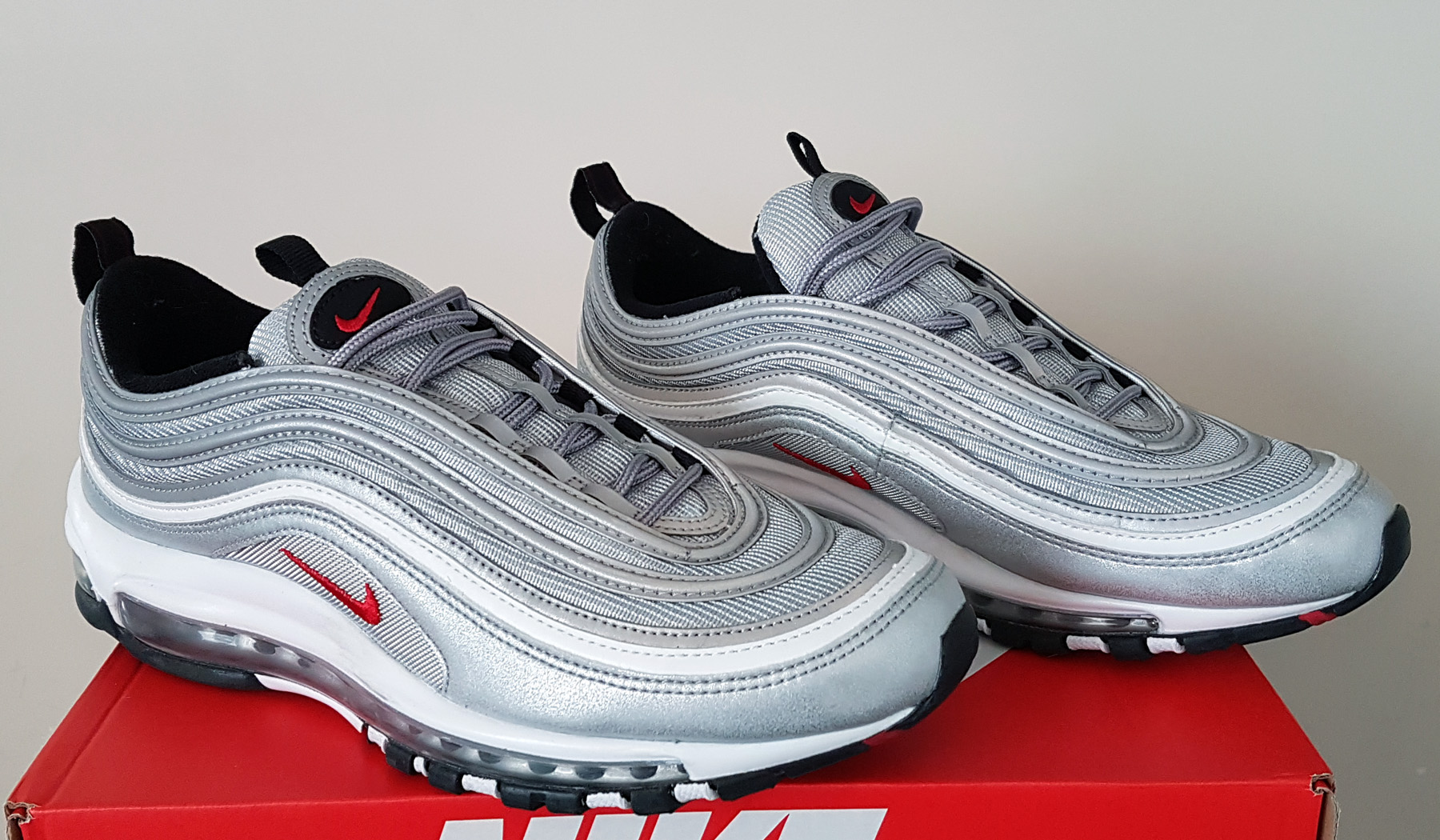
Air Max 97
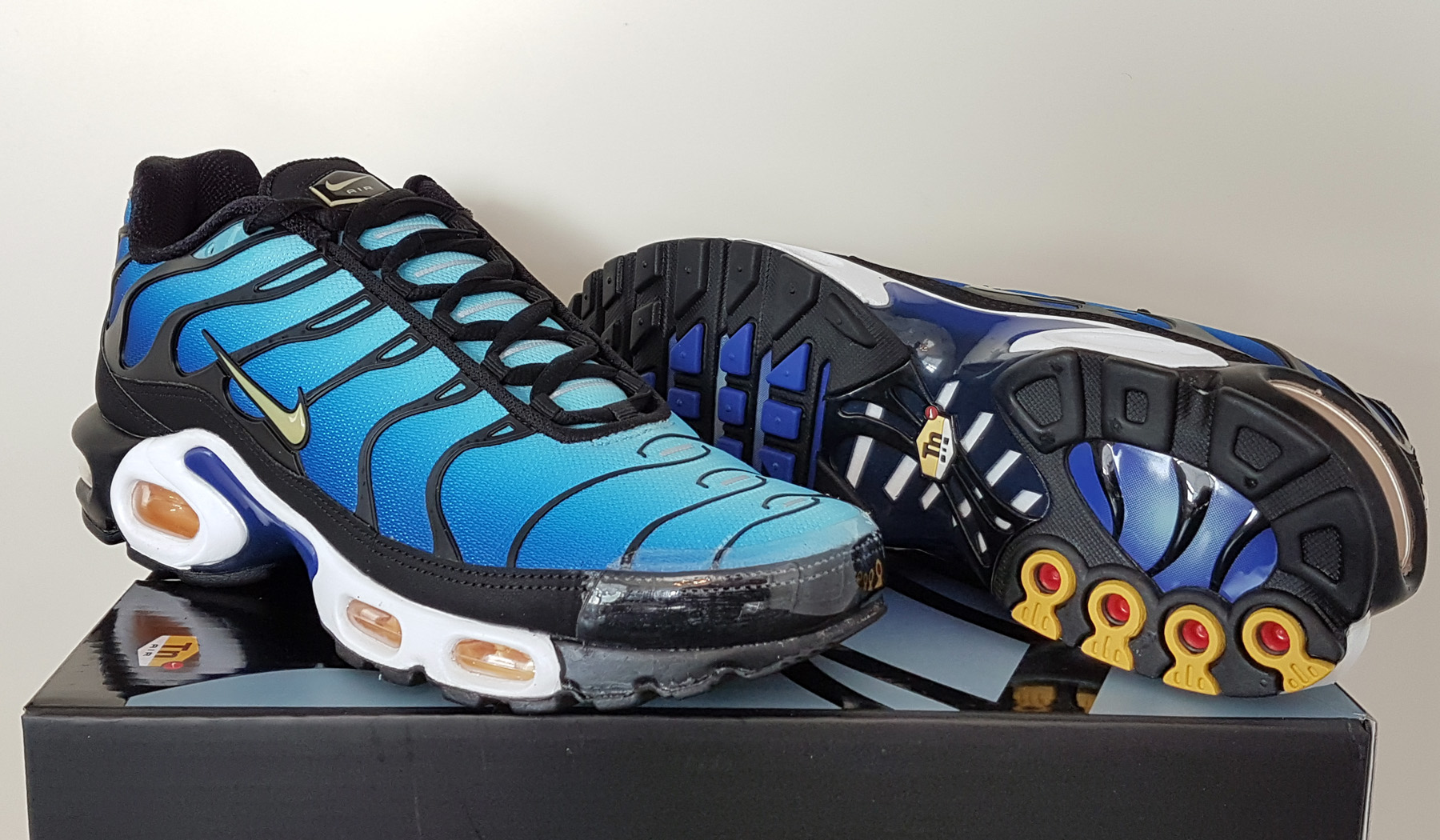
Air Max Plus TN
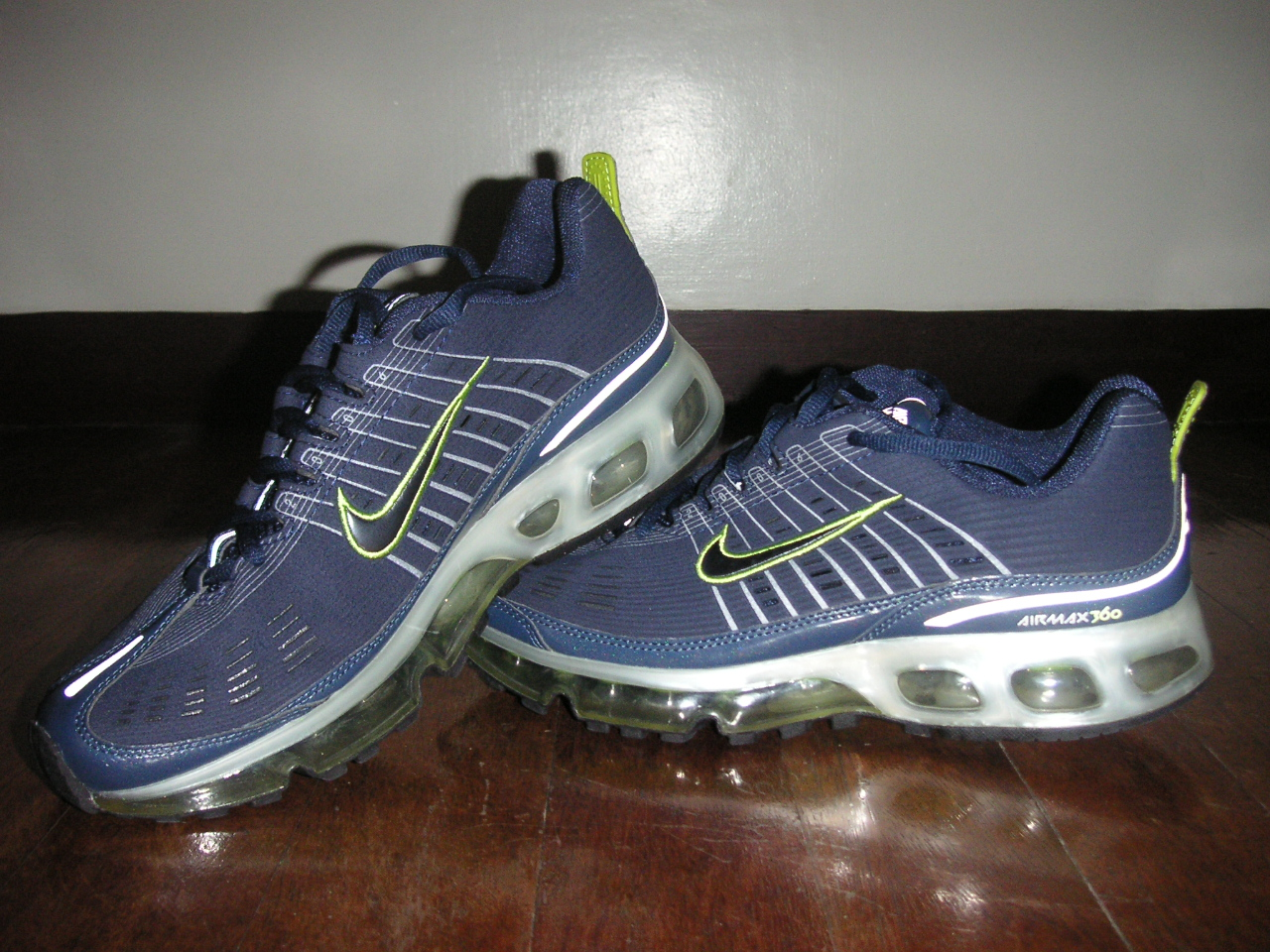
Air max 360
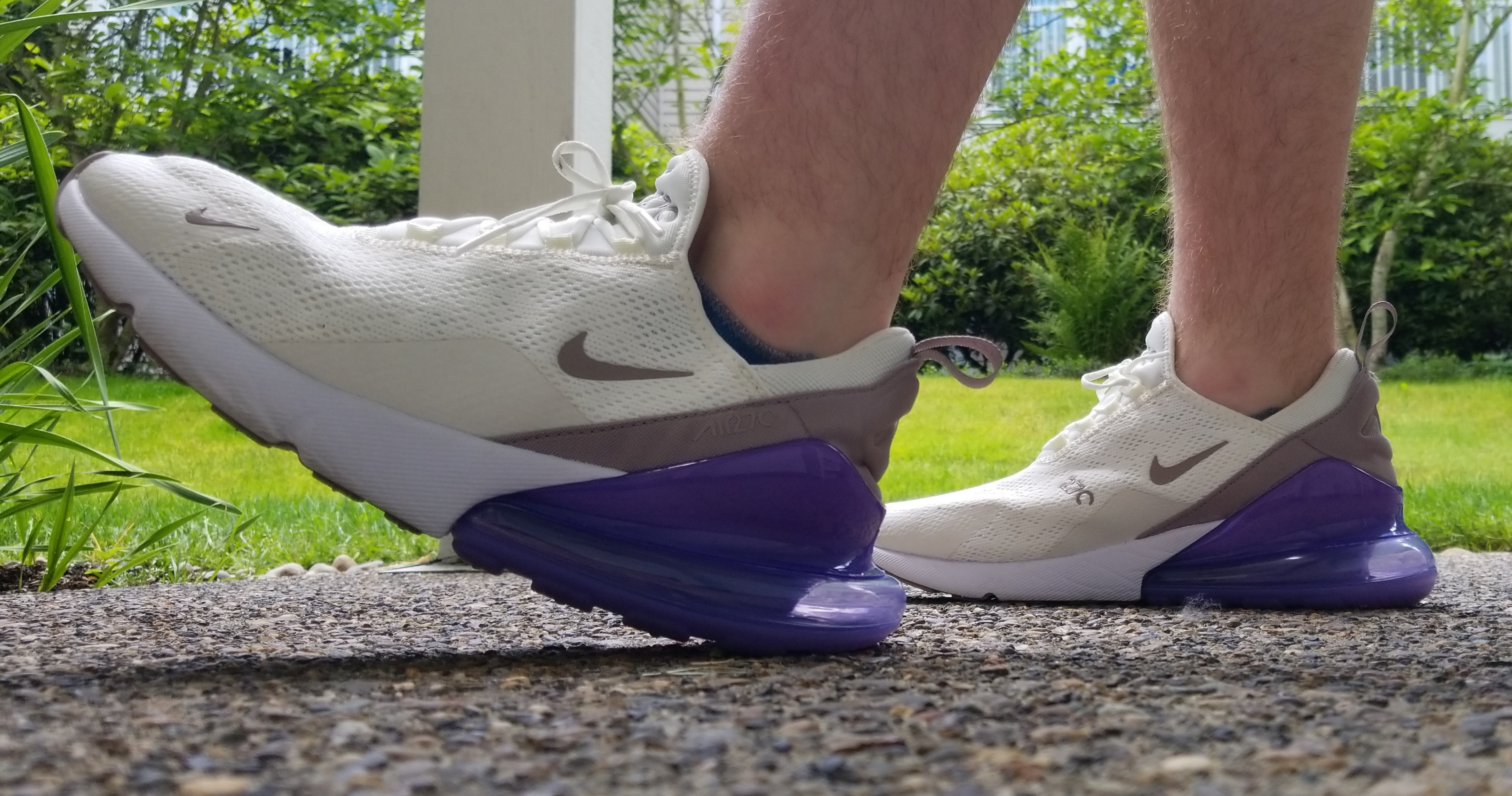
Air Max 270
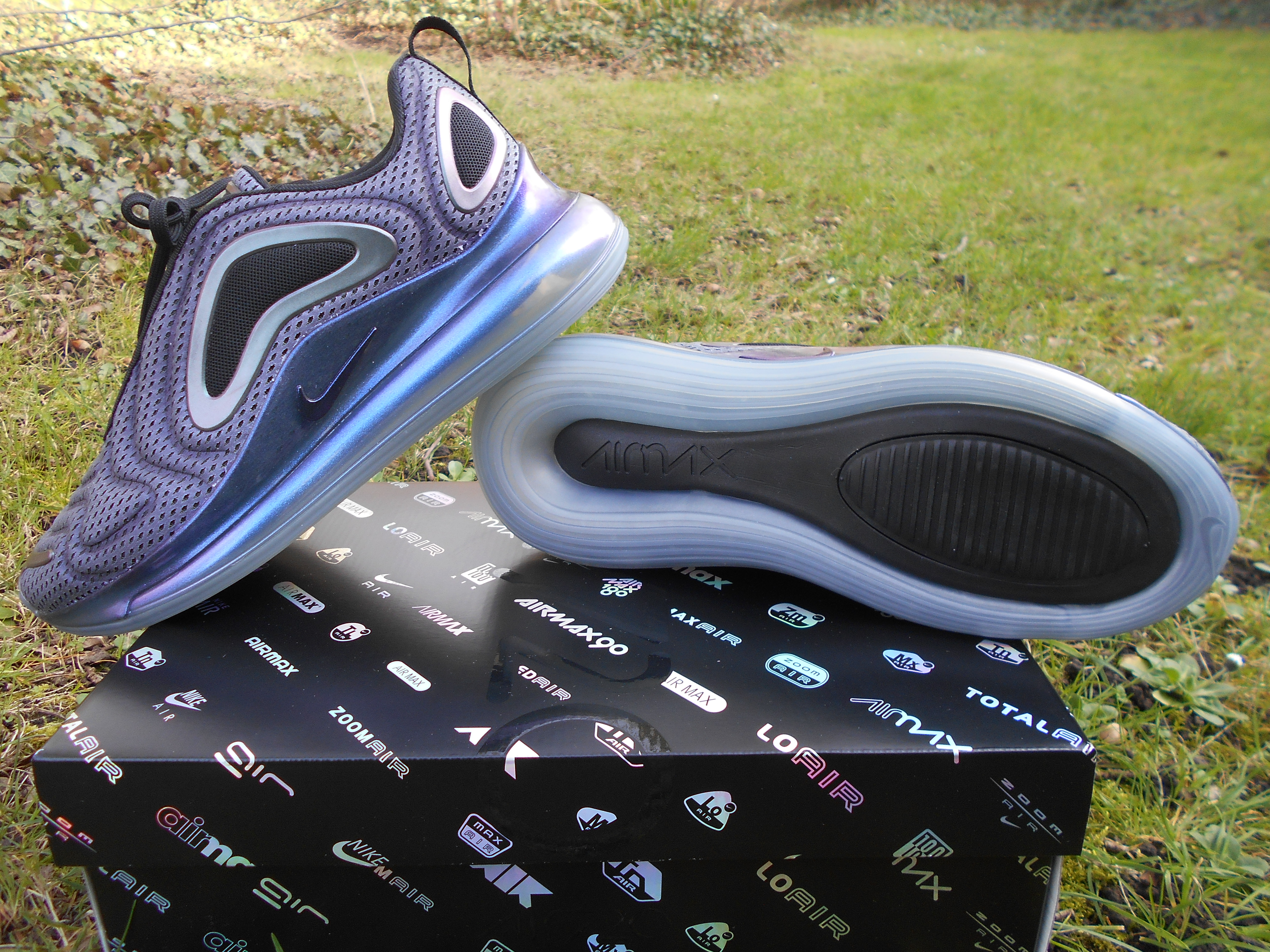
Air Max 720